# Henriette Gödde

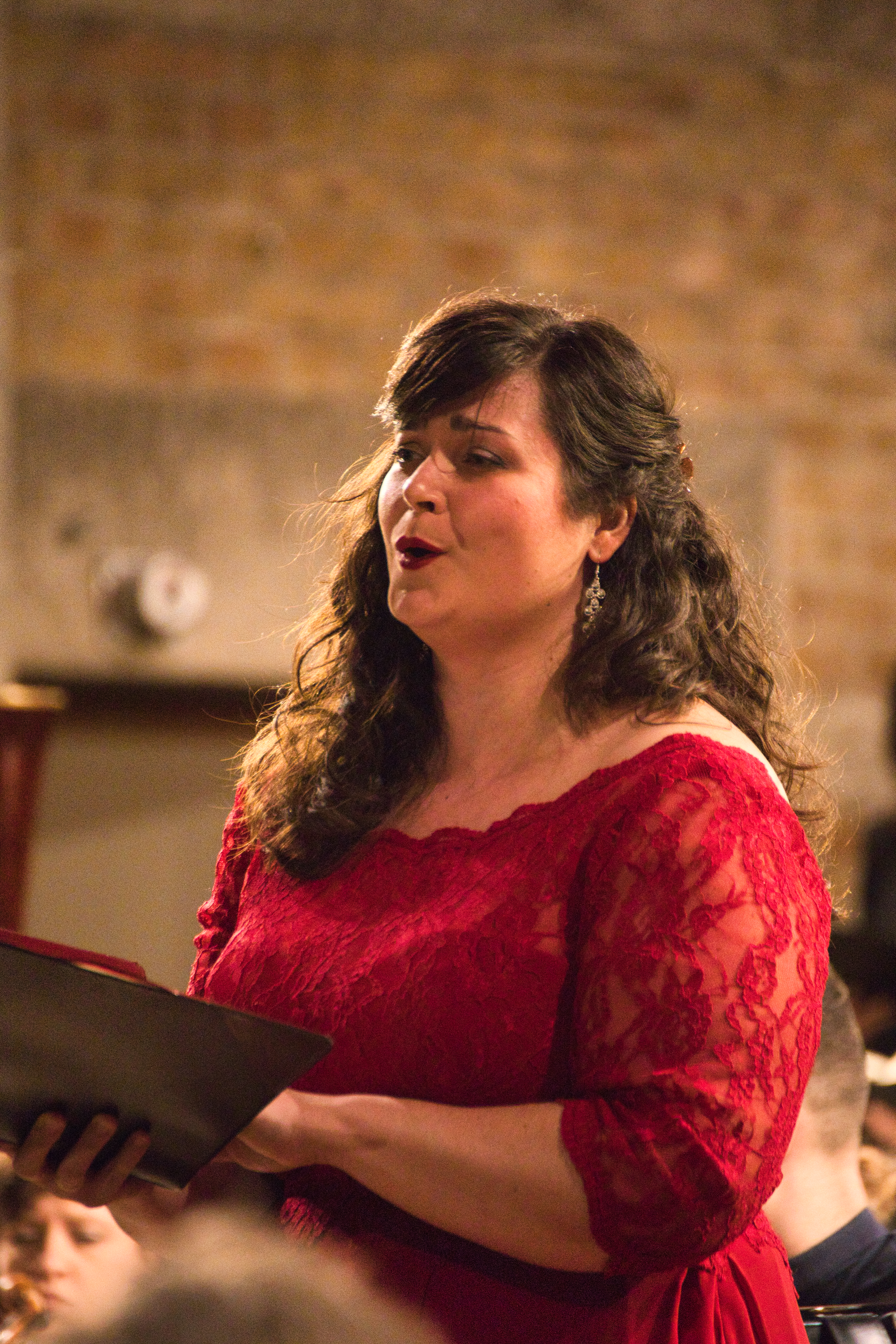
Aufführung der Misa Tango von Martín Palmeri in der St.-Johannis-Kirche (Würzburg), 2022

Henriette Gödde (* 1986 in Lutherstadt Wittenberg) ist eine deutsche Opern- und Konzertsängerin der Stimmlage Alt.

## Leben
Henriette Gödde wurde an der Universität der Künste Berlin als Schulmusikerin ausgebildet.
2010 nahm sie ein Gesangsstudium an der Hochschule für Musik Carl Maria von Weber Dresden auf, wo sie von Christiane Junghanns unterrichtet wurde. Nach ihrem Diplom schlossen sich ein Meisterklassenstudium für Lied und Konzert bei Olaf Bär sowie weitere Meisterkurse bei Gerhild Romberger, Ingeborg Danz, Christa Ludwig, Gerold Huber und Helmut Deutsch an. Mittlerweile sang sie bereits am Deutschen Nationaltheater Weimar, am Gewandhaus Leipzig, am Opernhaus Leipzig, bei den Händelfestspielen Halle, an der Staatsoperette Dresden, am Theater Erfurt, am Theater Magdeburg, bei den Dresdner Musikfestspielen, beim Festival Berlioz im französischen La Côte-Saint-André und bei den Salzburger Festspielen in Österreich.

## Künstlerische Angaben
Während ihres Studiums sammelte sie bereits Opern- und Konzerterfahrungen, so z. B. in ihrem Operndebüt als Gräfin in Lortzings Der Wildschütz 2011, bei einer Matinee mit Mozarts Krönungsmesse in der Semperoper in Dresden sowie bei der Aufführung Frank Martins In terra pax und von Wagners Wesendonck-Liedern in der Fassung von Hans Werner Henze. Göddes Repertoire umfasst neben Kantaten, Oratorien und Passionen Johann Sebastian Bachs und seiner Zeitgenossen auch die großen Oratorien der Romantik bis hin zur zeitgenössischen Musik.

## Preisträgerin des Internationalen Robert-Schumann-Wettbewerbs
Im Jahre 2016 gewann Henriette Gödde den ersten Preis für Sängerinnen beim 17. Internationalen Robert-Schumann-Wettbewerb in Zwickau vor Hiltrud Kuhlmann und Hagar Sharvit. Ausgeschrieben ist dieser 1956 begründete Wettbewerb für Sängerinnen und Sänger im Alter bis zu 30 Jahren sowie für Pianistinnen und Pianisten im Alter bis zu 32 Jahren. Die Preisträger werden in zwei Auswahlrunden und einer Finalrunde ermittelt, in denen vorgegebene Werke von Robert und Clara Schumann, Johannes Brahms, Hugo Wolf oder Gustav Mahler vor einer international besetzten Jury auswendig vorzutragen sind. Die Vorträge der zweiten Runde und des Finales dauern 25 bis 30 Minuten. Nach dem Abschluss des Wettbewerbs 2016 gaben die Preisträger am 19. Juni ein Konzert im Konzert- und Ballhaus „Neue Welt“ in Zwickau. 258 Künstlerinnen und Künstler hatten sich 2016 zu dem Wettbewerb gemeldet, von denen 74 Pianistinnen und Pianisten sowie 89 Sängerinnen und Sänger teilnehmen konnten.

## Musikproduktionen
2014: CD mit Kantaten von Gottfried August Homilius, Carus-Verlag

## Ehrungen
- 2013: 1. Preis des internationalen Wettbewerbes Musica Sacra in Rom[2]
- 2014: Liedpreis beim Europäischen Gesangswettbewerb Debut[2]
- 2014: 2. Preis des 43. Bundeswettbewerbes Gesang Berlin[2]
- 2016: 1. Preis des 17. Internationalen Robert-Schumann-Wettbewerbs[1]